# Flik 26
A Fliegerkompanie 26 (rövidítve Flik 26, magyarul 26. repülőszázad) az osztrák-magyar légierő egyik repülőszázada volt. 

## Története

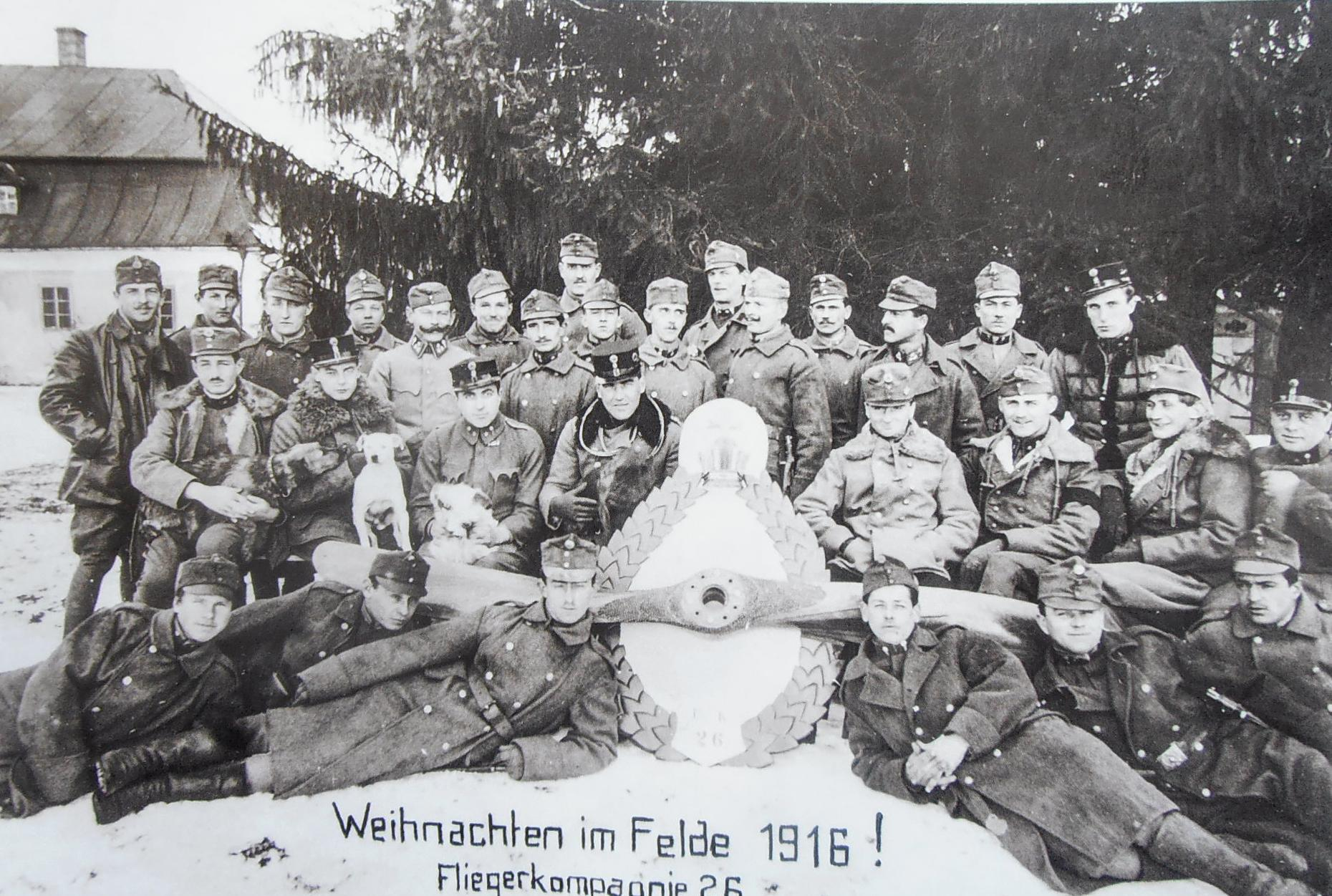
A 26. repülőszázad 1916 végén. A második sorban balról a második Roman Schmidt leendő ászpilóta

A századot 1916 elején állították fel az ausztriai Straßhofban. Kiképzése után május 3-án a keleti frontra irányították, előbb a Horodenka, majd a Zasztavna melletti tábori repülőtérre. 1917. július 25-én az egész légierőt átszervezték; ennek során a század hadosztályfelderítői feladatot kapott (neve ekkortól Divisions-Kompanie 26, Flik 26D). Az orosz fegyverszünet után Itáliába dobták át őket, ahol San Giacomo di Vegliában volt az állomáshelyük. 1918 nyarán a 6. hadsereg alárendeltségében vett részt a második piavei csatában. 1918 szeptemberében az újabb átszervezéskor csatarepülő- és oltalmazó vadászszázad (Schutzflieger- und Schlachtflieger-Kompanie 26, Flik 26S) lett.
A háború után a teljes osztrák légierővel együtt felszámolták.

## Századparancsnokok
- Erich Porsch százados
- Josef Pospisil százados

## Századjelzés
A századjelvény ferde állású, kéttollú, sárgaréz légcsavar volt, rajza vörösréz FL26 felirattal. 
A 6. hadsereg repülőszázadaiban elrendelték a megkülönböztető jelzések használatát; ennek alapján a Flik 26 gépeire a pilótafülke és a farok között függőleges piros-fekete törzsgyűrűt festettek. 

## Repülőgépek
A század pilótái a következő gépeket repülték:
- Hansa-Brandenburg C.I